# Chevreulia sarmentosa
Chevreulia sarmentosa là một loài thực vật có hoa trong họ Cúc. Loài này được (Pers.) S.F.Blake mô tả khoa học đầu tiên năm 1925.